# گیلیاد
گیلیاد سایِنسِز (انگلیسی: Gilead Sciences) شرکت داروسازی و زیست‌فناوری آمریکایی است، که در زمینه پژوهش، توسعهٔ فناوری و تولید انواع داروهای شیمیایی، زیست‌داروها، تجهیزات پزشکی و انواع پیش‌داروها فعالیت می‌کند. شرکت گیلیاد در سال ۱۹۸۷ توسط پزشکی بنام مایکل ریوردن و با مشارکت هارولد ام. واینتراب، پیتر دیروان و داگ ملتون تأسیس شد و اکنون به‌عنوان دهمین شرکت بزرگ داروسازی جهان شناخته می‌شود.
دفتر مرکزی این شرکت در شهر فوستر سیتی، کالیفرنیا قرار دارد و بخشی از سهام آن در بازار بورس نیویورک معامله می‌شود و جزئی از شاخص‌های اس اند پی ۵۰۰ و نزدک-۱۰۰ به‌شمار می‌آید.